# 鉢盛山
鉢盛山（はちもりやま）は、長野県西部の松本地域と木曽地域との境界にある標高2,447mの山。

## 概要
松本市、朝日村、木祖村にまたがる木曽川の源流部の山。松本盆地南西部の朝日村の住民にとってはシンボル的な存在となっていて、鉢に盛り付けをしたような丸いどっしりとした山容である。松本盆地南部ではかつて、鉢盛山から北の山を西山と呼んだ。江戸時代には「八盛山」と呼ばれていた。雨乞いの信仰の山として、神事が1949年（昭和24年）まで麓の村民らにより行われていた。麓の松本盆地には、「鉢盛山に雲がかると雨」という天気占いの俚諺がある。冬から春先には「鉢盛颪」とよばれる、乾燥した低温の局地風（颪）が塩尻市街地や諏訪湖畔に向かって吹く。日本三百名山に選定されている。

## 登山
朝日村、旧安曇村（現松本市）、木祖村からの各登山道がある。山腹には林道があり、その途中に各登山口がある。山頂の南東1.9 kmには鉢盛林道の鉢盛峠がある。山頂からは北アルプスを望める。山頂には一等三角点と電波反射板の施設が設置されている。山頂から東に約200 m の位置には、鉢盛山避難小屋のプレハブの避難小屋がある。山の上部は、シラビソ、トウヒ、モミ、ツガなどの針葉樹林に覆われている。
木祖村からの登山は林道黒川線の通行許可申請が必要。朝日村からの登山道も登る際は鉢盛山林道の通行許可を村からもらう必要があるが、2006年（平成18年）の豪雨災害以来、通行不能となっており、被害が予想以上に酷いため復旧の見通しがついていない。

## ギャラリー

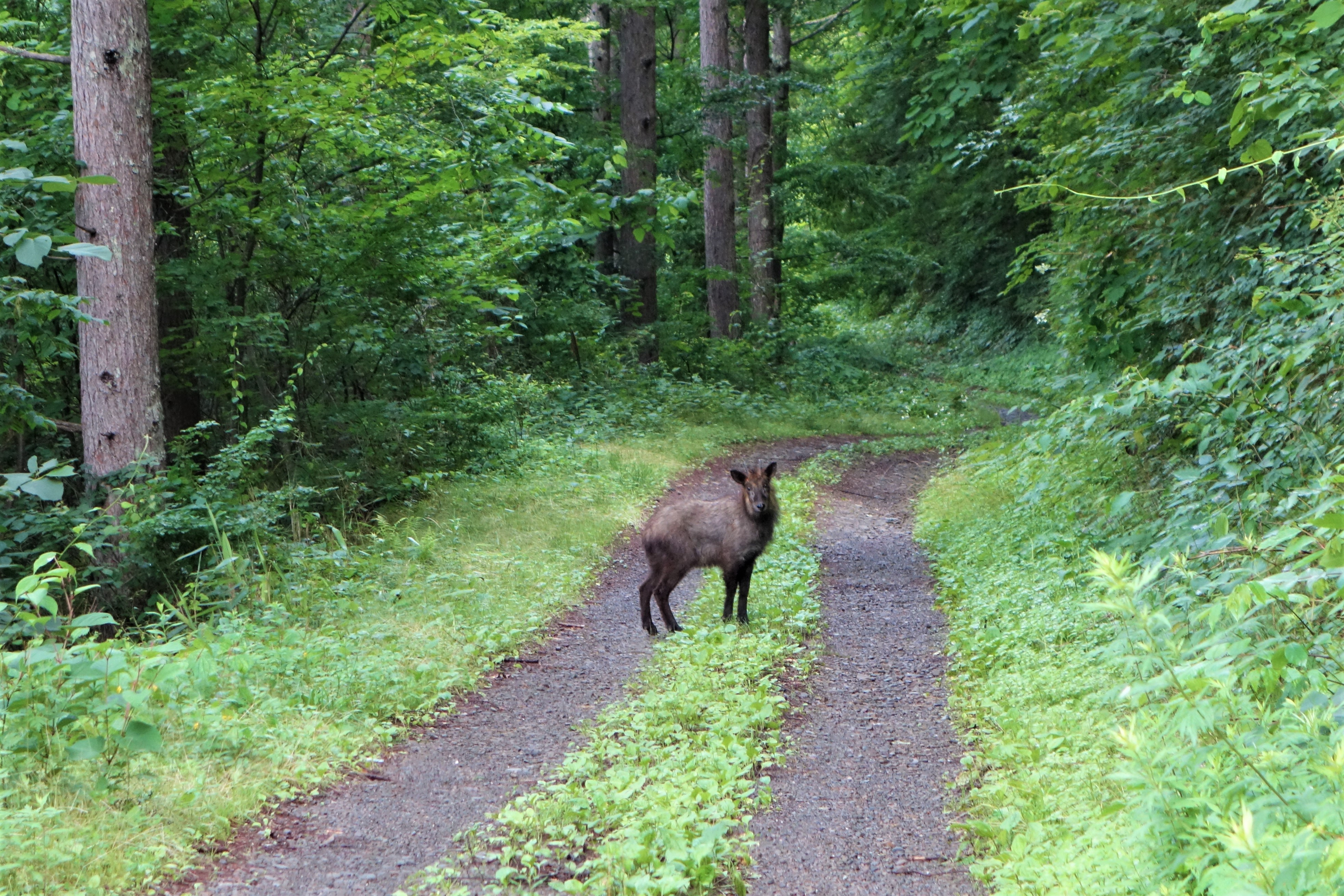
野俣沢林道のニホンカモシカ
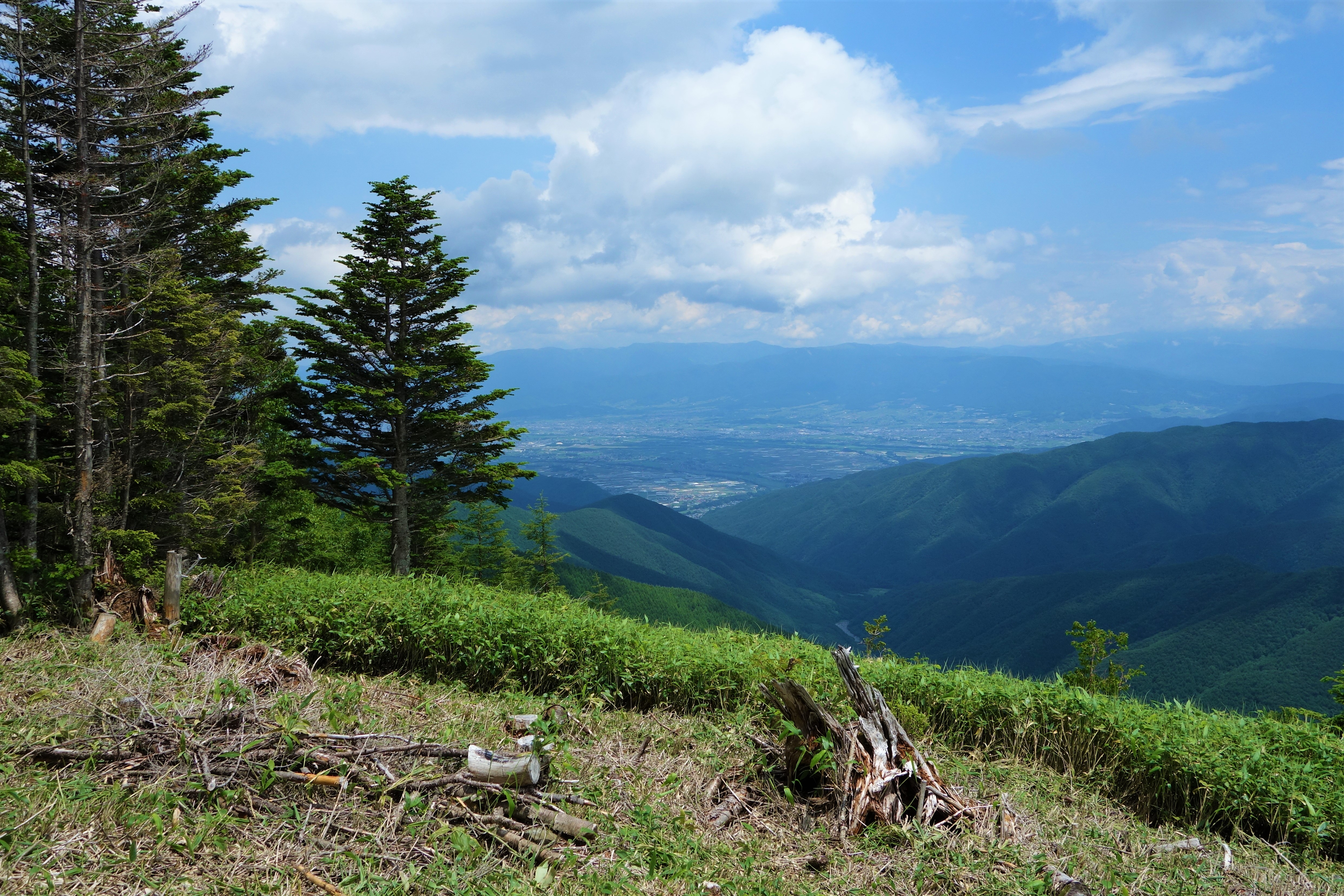
稜線の分岐点から朝日村の眺め
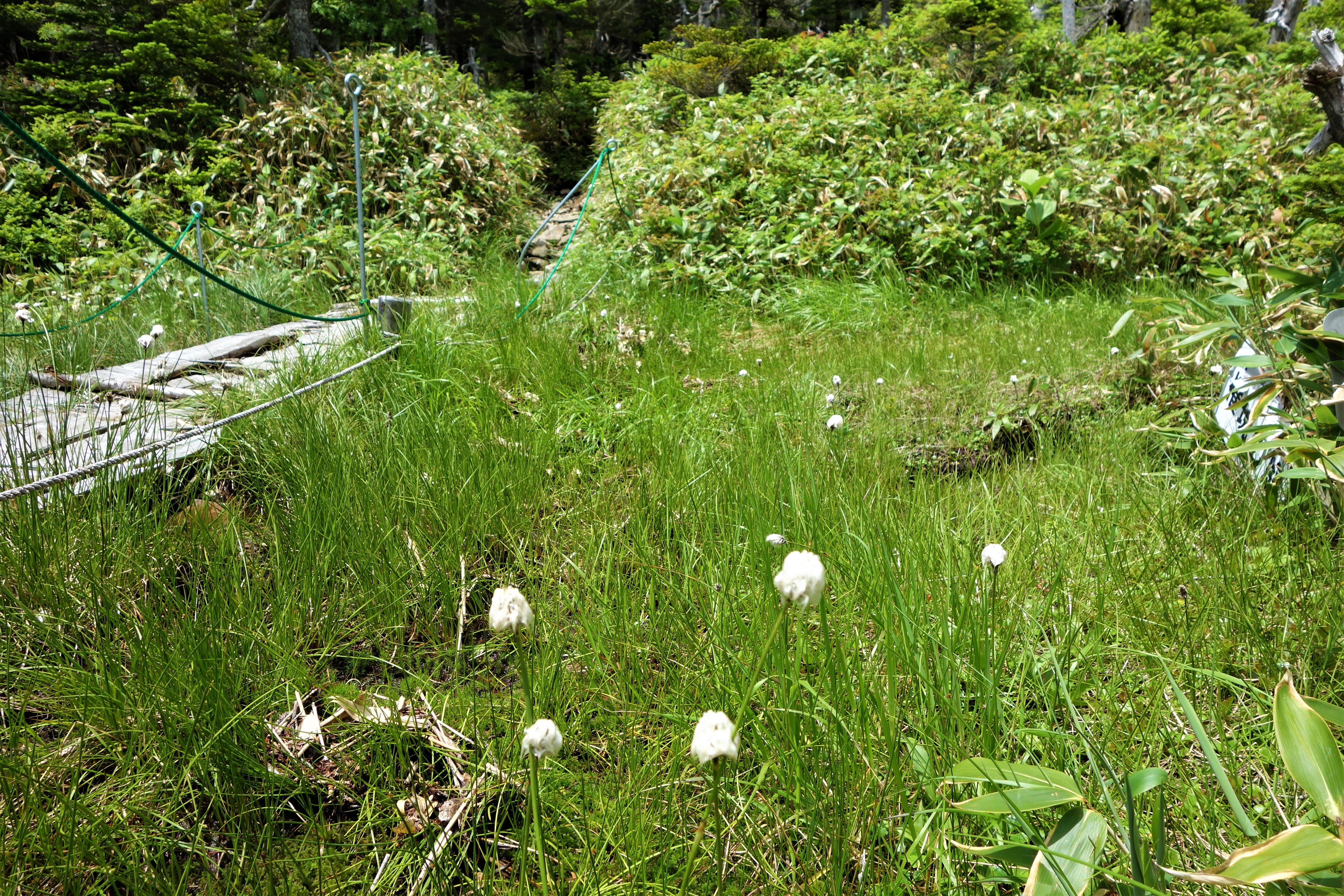
権現の庭のワタスゲ
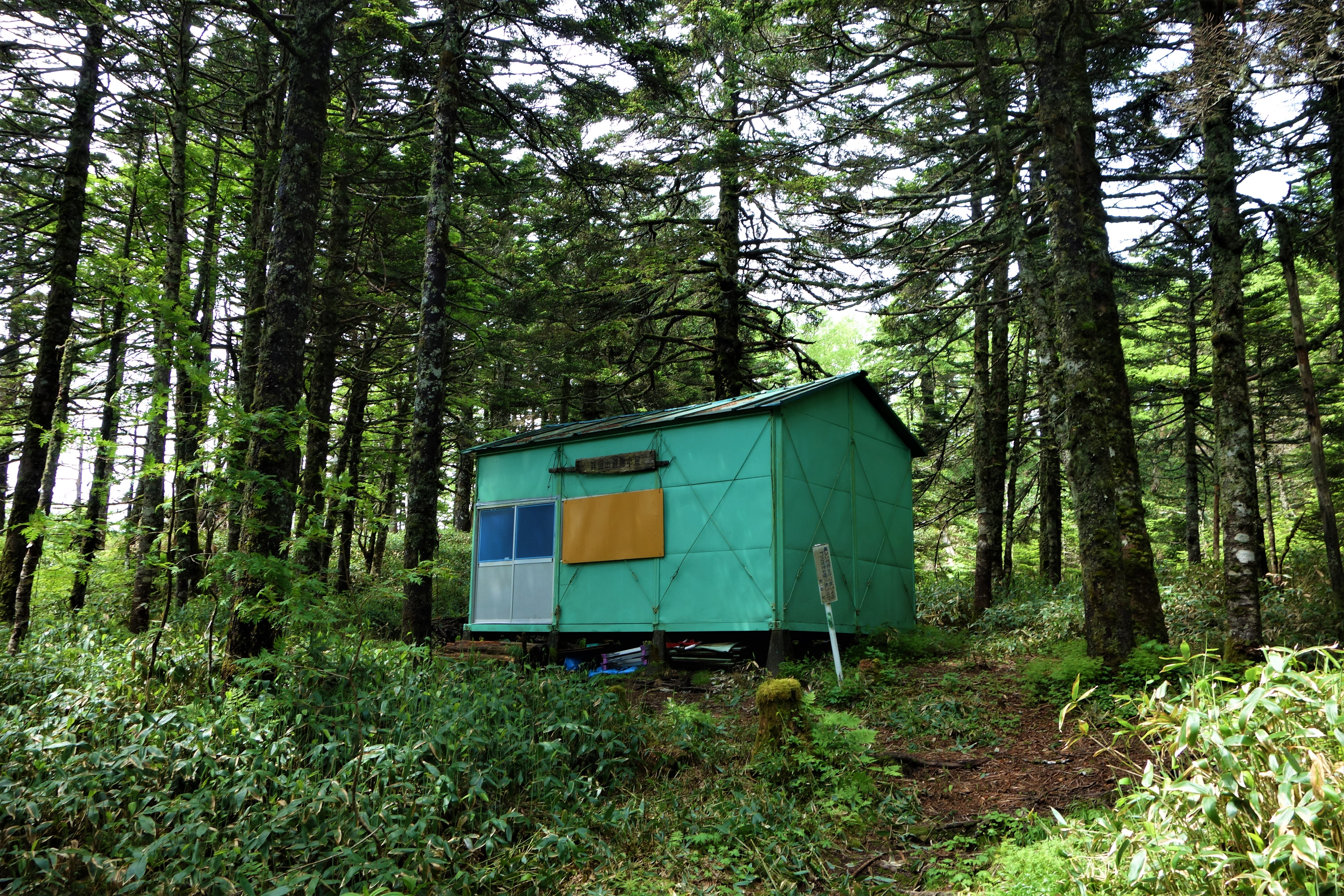
鉢盛山避難小屋
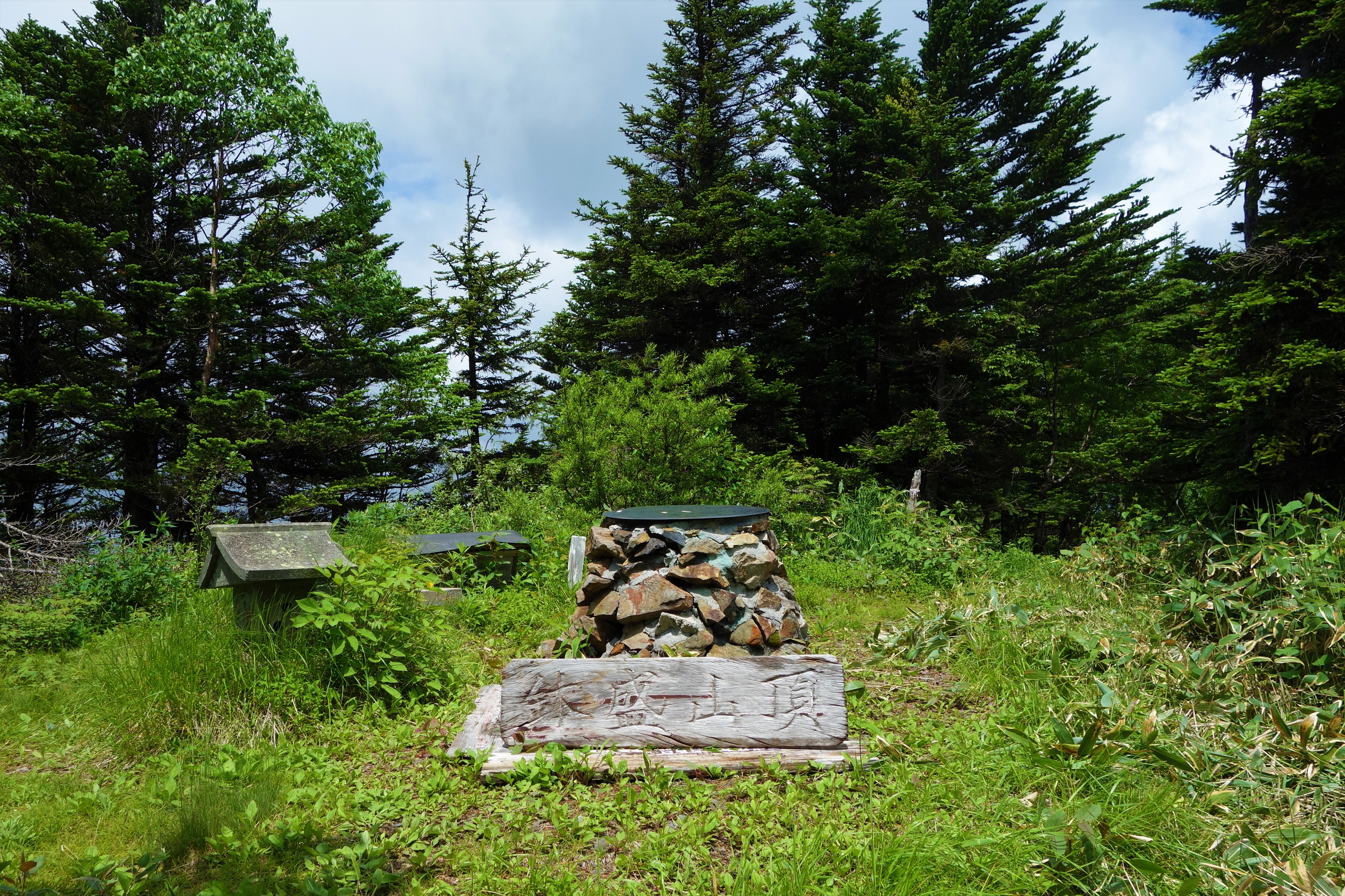
鉢盛山山頂
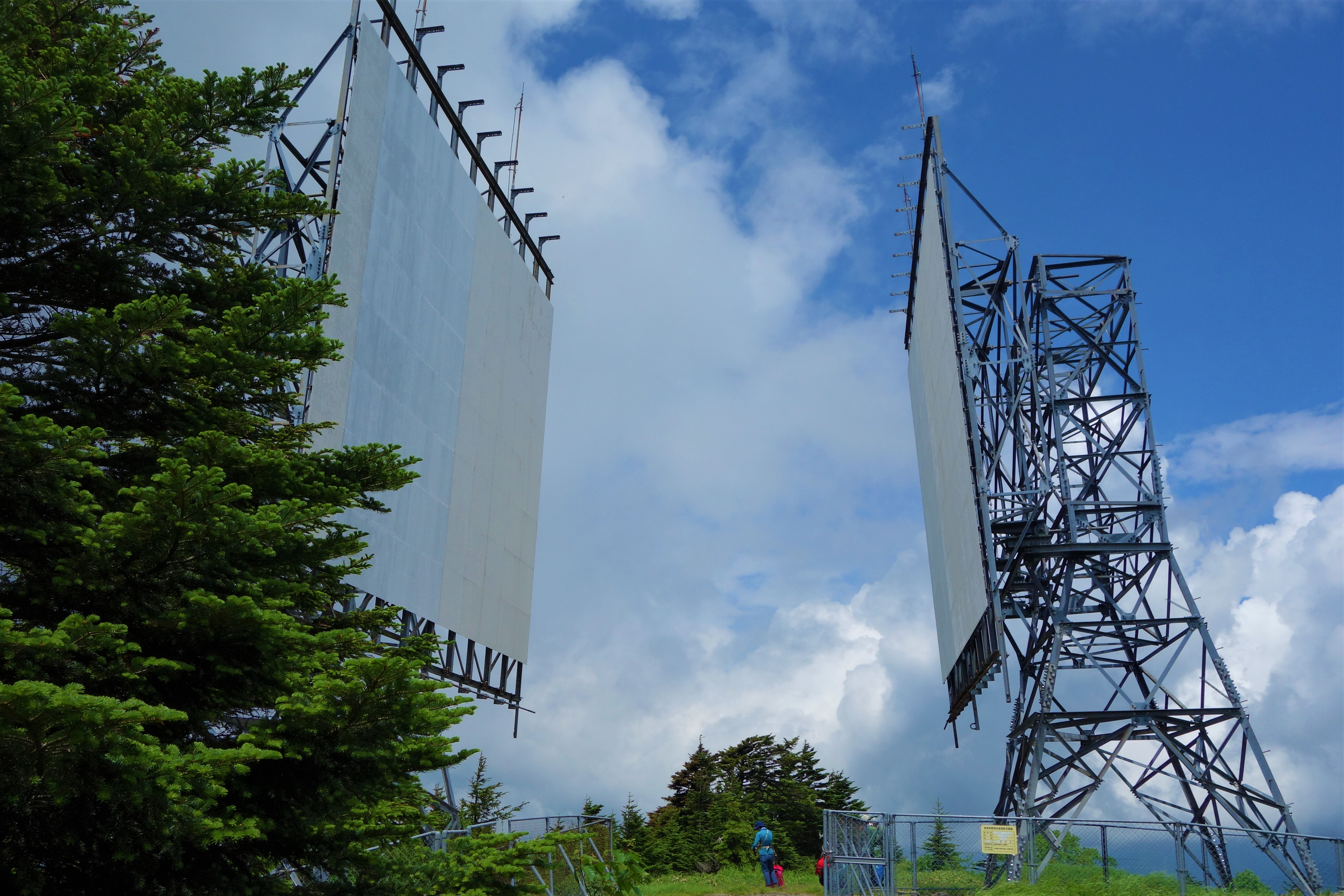
山頂先の反射板のある展望地
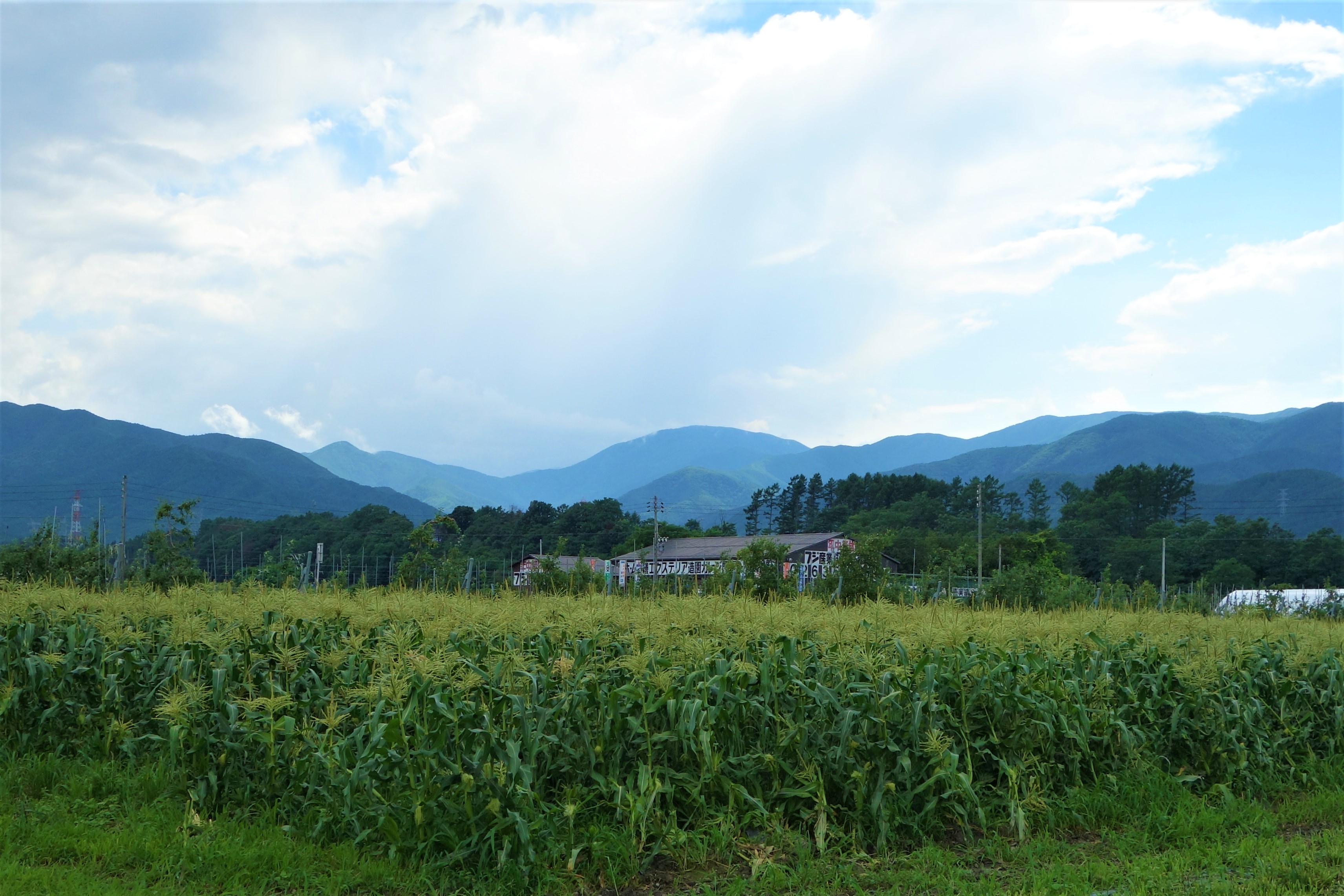
麓からの鉢盛山

## 地理

### 周辺の山
山頂から南西2.6 kmには、標高2,374 m の小鉢盛山があり、東側の木曽駒ヶ岳から望むとなだらかな双耳峰の山容となっている。
飛騨山脈の南端付近の鎌ヶ峰から派生する稜線上にある。その途中には長野県道26号奈川木祖線が横断する境峠がある。 

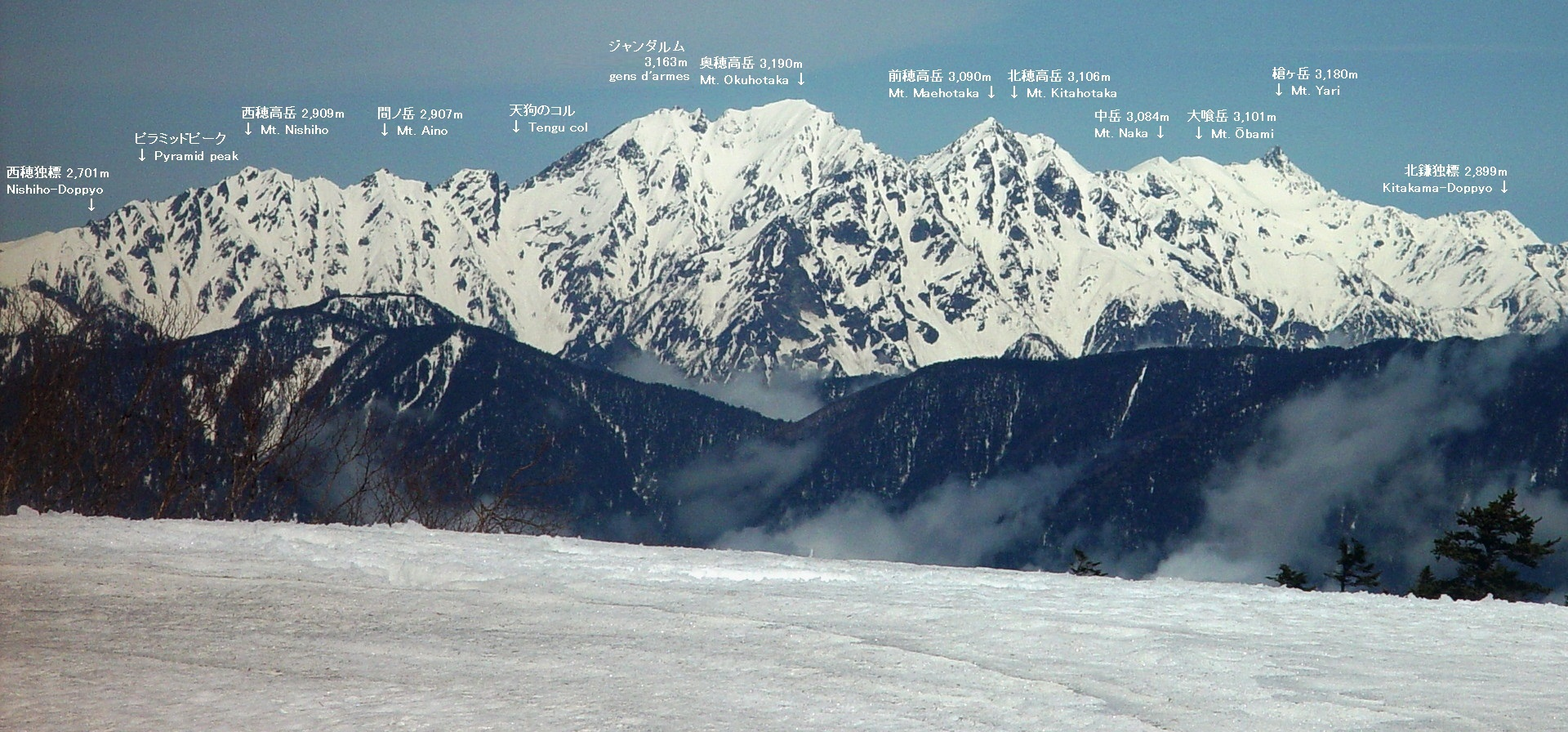
鉢盛山から望む北アルプス南部の山々

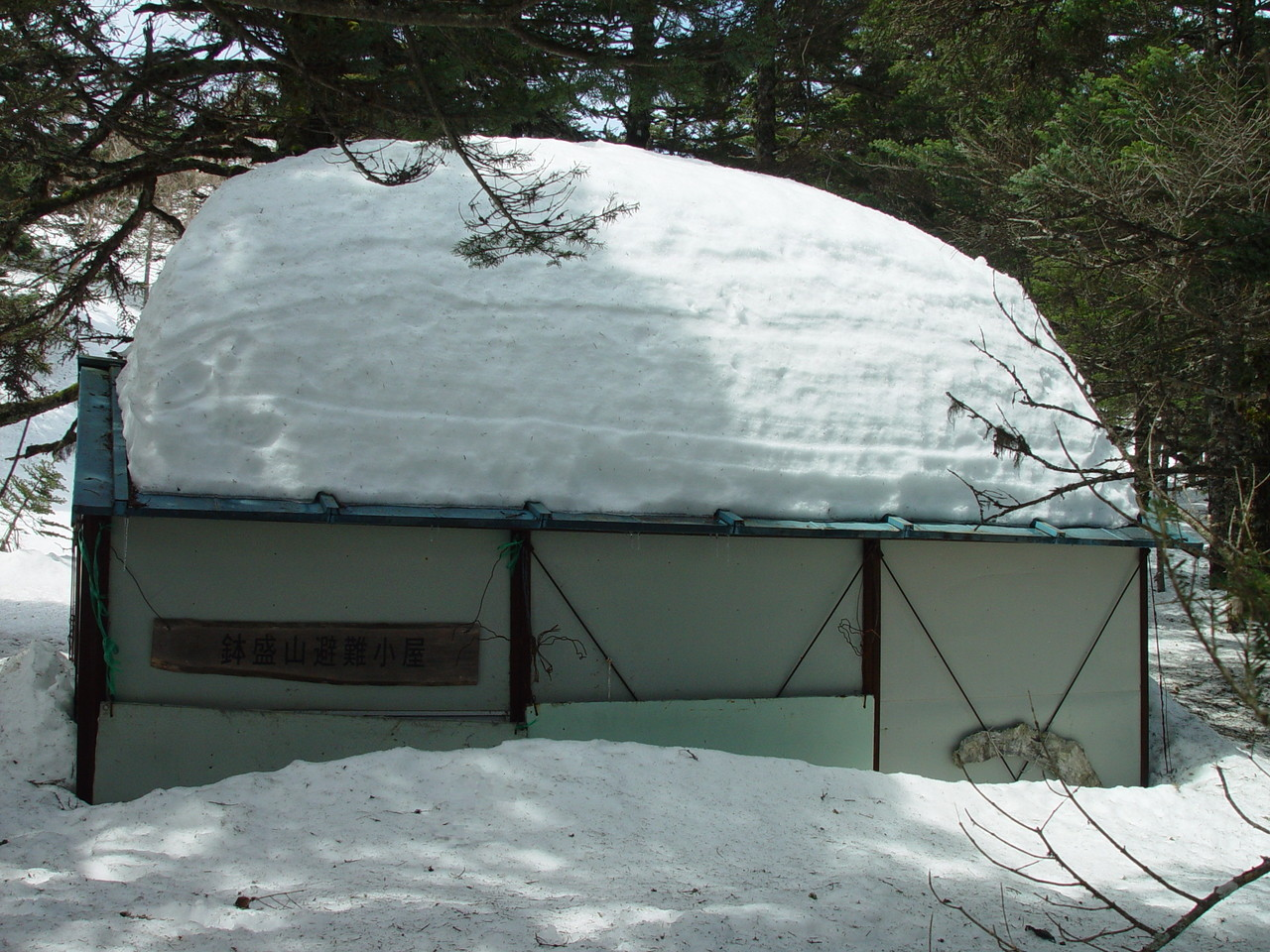
山頂直下東にあるプレハブの
鉢盛山避難小屋

| 山容                                 | 山名       | 標高 (m) | 三角点等級 基準点名               | 鉢盛山からの 方角と距離(km) | 備考                            |
| ------------------------------------ | ---------- | -------- | --------------------------------- | --------------------------- | ------------------------------- |
| 鉢盛山から望む穂高岳                 | 奥穂高岳   | 3,190    |                                   | 北西 24.4                   | 北アルプスの最高峰 日本百名山   |
| 徳本峠方面から望む霞沢岳             | 霞沢岳     | 2,645.60 | 二等 「霞沢岳」                   | 北西 18.1                   | 日本二百名山                    |
| 乗鞍岳から望む鉢盛山                 | 鉢盛山     | 2,446.43 | 一等 「鉢盛山」                   | 0                           | 日本三百名山                    |
| 信州松本野麦峠スキー場から望む鎌ヶ峰 | 鎌ヶ峰     | 2,121.1  | 二等 「鎌ケ峰」                   | 南西 15.5                   |                                 |
| 鉢盛山から望む乗鞍岳                 | 乗鞍岳     | 3,025.64 | 一等 「乗鞍岳」                   | 西 18.2                     | 日本百名山                      |
| 鉢盛山から望む御嶽山                 | 御嶽山     | 3,067    | （一等）「御嶽山」 （3,063.41 m） | 南西 32.8                   | 独立峰 日本百名山               |
| 鉢盛山から望む木曽駒ヶ岳             | 木曽駒ヶ岳 | 2,955.95 | 一等 「信駒ケ岳」                 | 南 33.3                     | 中央アルプスの最高峰 日本百名山 |

### 源流の河川

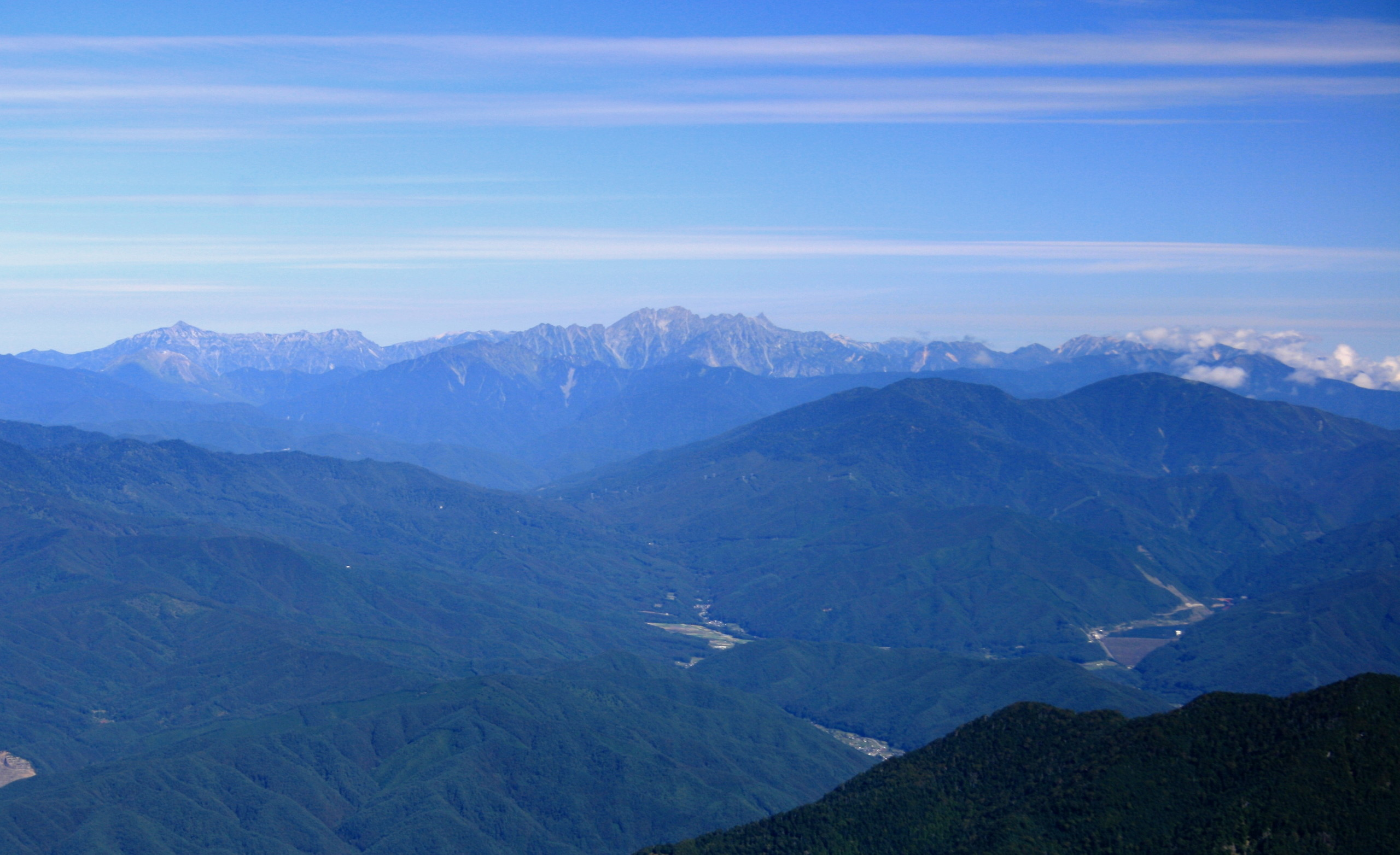
木曽駒ヶ岳から望む北アルプス南部の山々と
その前衛の小鉢盛山と鉢盛山（右中央部）。
その下部には木曽川本流の最上部にある味噌川ダムがある。

木曽川と信濃川水系の支流の源流の山であり、それぞれの河川は伊勢湾と日本海へ流れる。山頂の南東7.5 km の境峠が太平洋と日本海との分水嶺となっている。
- 木曽川　（本流）
- 大白川、黒川　（信濃川水系梓川の支流）
- 鎖川の支流の野俣川　（信濃川水系奈良井川の支流）

## 周辺の施設等
- 信州松本野麦峠スキー場 - 南西山腹にあるスキー場
- 味噌川ダム - 山頂の南側の木曽川最上流部にある多目的ダム
- 奈川渡ダム - 山頂の北側の梓川にあるダム
- 塩尻インターチェンジ　-　中央自動車道の最寄りのインターチェンジ。山頂から東に21 km に位置する。
- 塩尻駅 - 中央本線の最寄りの駅。山頂から東に18 km に位置する。

## 鉢盛山を題材にした作品
- 俳句 - 太田水穂:鉢盛は朝餉まつ山、鉢伏は夕めし終えて月をまつ山